# Cambarus ectopistes
Cambarus ectopistes — вид прісноводних десятиногих ракоподібних родини Cambaridae. Описаний у 2021 році.

## Поширення
Ендемік США. Поширений у басейнах річок Френч-Брід-Рівер, Пігеон і Нолічакі на межі штатів Північна Кароліна і Теннессі.